# Comuna Dobrești, Bihor
Dobrești (în maghiară: Bihardöbrösd) este o comună în județul Bihor, Crișana, România, formată din satele Cornișești, Crâncești, Dobrești (reședința), Hidișel, Luncasprie, Răcaș, Topa de Jos și Topa de Sus.

## Demografie
Componența etnică a comunei Dobrești
     Români (82,06%)
     Romi (8,22%)
     Alte etnii (0,26%)
     Necunoscută (9,46%)
Componența confesională a comunei Dobrești
     Ortodocși (58,41%)
     Penticostali (29,17%)
     Baptiști (1,64%)
     Alte religii (1,17%)
     Necunoscută (9,61%)
Conform recensământului efectuat în 2021, populația comunei Dobrești se ridică la 5.307 locuitori, în creștere față de recensământul anterior din 2011, când fuseseră înregistrați 5.260 de locuitori. Majoritatea locuitorilor sunt români (82,06%), cu o minoritate de romi (8,22%), iar pentru 9,46% nu se cunoaște apartenența etnică. Din punct de vedere confesional, majoritatea locuitorilor sunt ortodocși (58,41%), cu minorități de penticostali (29,17%) și baptiști (1,64%), iar pentru 9,61% nu se cunoaște apartenența confesională.

## Politică și administrație
Comuna Dobrești este administrată de un primar și un consiliu local compus din 15 consilieri. Primarul, Florin Copos[*], de la Partidul Național Liberal, este în funcție din octombrie 2020. Începând cu alegerile locale din 2024, consiliul local are următoarea componență pe partide politice:
|  | Partid                          | Consilieri | Componența Consiliului | Componența Consiliului | Componența Consiliului | Componența Consiliului | Componența Consiliului | Componența Consiliului | Componența Consiliului | Componența Consiliului |
|  | ------------------------------- | ---------- | ---------------------- | ---------------------- | ---------------------- | ---------------------- | ---------------------- | ---------------------- | ---------------------- | ---------------------- |
|  | Partidul Național Liberal       | 8          |                        |                        |                        |                        |                        |                        |                        |                        |
|  | Partidul Social Democrat        | 3          |                        |                        |                        |                        |                        |                        |                        |                        |
|  | Alianța Dreapta Unită           | 2          |                        |                        |                        |                        |                        |                        |                        |                        |
|  | Alianța pentru Unirea Românilor | 1          |                        |                        |                        |                        |                        |                        |                        |                        |
|  | Partida Romilor „Pro Europa”    | 1          |                        |                        |                        |                        |                        |                        |                        |                        |

## Obiective turistice
- Biserica de lemn din Luncasprie
- Biserica de lemn din Topa de Jos
- Lacul Vida
- Defileul Crișului Repede - Pădurea Craiului (sit de importanță comunitară inclus în rețeaua europeană Natura 2000 în România)